# A.T.H. Mourier-Petersen
Adolf Tobias Herbst Mourier-Petersen (26. november 1826 på Engelsholm – 10. juni 1912 på Edelsborg) var en dansk etatsråd og godsejer, bror til Christian og Ferdinand Mourier-Petersen og far til Christian Mourier-Petersen.
Han var søn af godsejer, cand. jur., generalkrigskommissær Christian Petersen (1783-1841) og Anne Marie Mourier (1787-1879), der var af fransk-reformert godsejerslægt. Mourier-Petersen var herregårdsskytte og deltog som frivillig i Treårskrigen, blev forstkandidat 1850 og var ejer af Holbækgård fra 1851. I 1856 oprettede han sammen med broderen Ferdinand skovgodset Rye Nørskov og havde også proprietærgården Edelsborg ved Skanderborg.
Han dannede på Holbækgård en fremragende stamme af sortbroget jydsk malkekvæg, var mangeårig dommer ved landmandsforsamlingerne (heste), formand i Statshingstekommissioner i 3 af Jyllands distrikter, medlem af Randers Amtsråd i 24 år og af Det Kongelige Danske Landhusholdningsselskabs bestyrelsesråd 1872. Han var Kommandør af 2. grad af Dannebrog og Dannebrogsmand
Han blev gift 20. august 1856 i Sankt Mortens Kirke i Randers med Augusta Erica Cathrine Jørgensen (16. maj 1832 i Hjerk Præstegård pr. Skive – 4. februar 1913 i København), datter af sognepræst Jørgen Wilhelm Jørgensen og Gustava Charlotte Baumgarten..
Han er begravet på Skanderup Kirkegård.